# Univers 01
Univers 01 est une anthologie de dix nouvelles de science-fiction publiées entre 1935 et 1975, sélectionnées par Jacques Sadoul.
L'anthologie est la première de la série Univers qui compte 30 ouvrages. Elle ne correspond pas à un recueil qui serait déjà paru aux États-Unis ; il s'agit d'un recueil inédit de nouvelles, édité pour le public francophone.
L'anthologie a été publiée en juin 1975 aux éditions J'ai lu dans la collection Science-fiction (no 598). L'image de couverture a été réalisée par Tibor Csernus.

## Critiques littéraires
L'anthologie a fait l'objet d'une critique littéraire par Joël Houssin dans la revue française Fiction, no 263, mai 1975,.

## Première partie: nouvelles

### L'Oiseau de mort
- Auteur : Harlan Ellison.
- Titre original : The Deathbird.
- Publication : The Magazine of Fantasy & Science Fiction, mars 1973.
- Distinctions :
  - prix Locus de la meilleure nouvelle longue, 1974.
  - Jupiter « novelette », 1974.
  - prix Locus de la meilleure nouvelle, 1974.
- Situation dans l'anthologie : pages 9 à 44.
- Résumé : La nouvelle est composée de 26 sections de tailles différentes.
- Liens externes :
  - Notice sur Noosfère
  - Notice sur iSFdb
- Publications :
  - en français sous le titre L'Oiseau de mort (1975) ;
  - en néerlandais sous le titre Doodsvogel (1977) ;
  - en allemand sous le titre Der Todesvogel (1982) ;
  - en suédois sous le titre Dödsfågeln (1992) ;
  - en polonais sous le titre Ptak śmierci (1993) ;
  - en italien sous le titre L'Uccello di morte (1996).

### Le Salaud
- Auteur : Frederik Pohl.
- Titre original : The Fiend.
- Publication : Playboy, avril 1964.
- Situation dans l'anthologie : pages 45 à 52.
- Résumé : Dandish ne supporte plus sa solitude. Depuis le départ du vaisseau spatial envoyé neuf ans auparavant vers une lointaine étoile, il est seul, chargé de vérifier le bon fonctionnement du vaisseau. Il a consulté les fiches des personnes cryogénisées et a repéré une belle jeune femme dont il est tombé amoureux. Après tergiversations avec lui-même, il décide de la sortir de sa biostase et de la réveiller. Le processus est une réussite, mais la jeune femme ne goûte pas le fait d'être réveillée alors qu'il reste tant de temps avant d'arriver à destination. De dépit, et se rendant compte que jamais elle ne l'aimera, Dandish, sans se montrer d'elle, la fait ramener au caisson de biostase et lui injecte les produits chimiques qui la plongent de nouveau dans un sommeil de longue durée. Que s'imaginait-il, vraiment, lui qui n'est que l'ordinateur IA du vaisseau ? La nouvelle se termine sur cette phrase : « Il aurait même sangloté s'il avait eu une voix pour cela ».
- Liens externes :
  - Notice sur Noosfère
  - Notice sur iSFdb